# 赫羅波托瓦
48°57′46″N 26°24′30″E / 48.96278°N 26.40833°E
赫羅波托瓦（羅馬化：Khropotova）是位於烏克蘭西部赫梅利尼茨基州卡緬涅茨-波多利斯基區的村莊，面積2.77平方公里，海拔高度312米，2001年人口925，人口密度每平方公里334.3人。